# Yonggan shuo chu wo ai ni
Yonggan shuo chu wo ai ni (ch. trad. : 勇敢說出我愛你 ; py : Yǒng Gǎn Shuō Chū Wǒ ài Nǐ ; titre international : Say I Love You)  est une série télévisée taïwanaise diffusé en 2014 sur CTV en République de Chine (Taïwan) avec Mike He, Alice Ke et Ella Wilkins,.

## Distribution

### Acteurs principaux
- Mike He : Shi Pei Ran
- Alice Ke : Chen Yi Jun
- Ella Wilkins : Shi Liang Yu

### Acteurs étendues
- Lin Mei Xiu : Chen Yue Xia
- Huang Zhong Kun : Qiang Ge
- Zhang Jing Lan : Guo Qiao Fei
- Hong Shi : Wang Xiao Wei
- Jet Chao : Wang Wei Ren
- Pang Yong Zhi : Jin Jin Yong
- Li Chen Xiang : Ni Yu Chen
- Gina Lin : Ni Yu Heng
- Xie Fei : Wang Bai Han

### Caméos
- Patrick Lee : Shi Da Wei (ex-patron de Yi Jun) (ep 1)
- Yang Qi : la belle-mère de Qiao Fei

## Diffusion
- CTV / CTiTV (en)
- E City (en)

## Bande-originale
1. Just Say It – Popu Lady
2. Lost (迷路) – Selina Ren
3. Forever Forever (永遠永遠) – James Morris-Cotterill
4. Similar Happy (類似快樂) – Where Chou
5. Fine (好好) – Popu Lady
6. Honey (蜜糖) – Popu Lady
7. Splashing Song (潑水歌) – Mike He et Ella Wilkins
8. Just Say It (instrumental)
9. Lost (迷路 演奏曲) (instrumental)
10. Fine (好好 演奏曲) (instrumental)

### Sources
- (en) Cet article est partiellement ou en totalité issu de l’article de Wikipédia en anglais intitulé « Say I Love You (TV series) » (voir la liste des auteurs).

- (zh) Cet article est partiellement ou en totalité issu de l’article de Wikipédia en chinois intitulé « 勇敢說出我愛你 » (voir la liste des auteurs).